# Cortiçadas
Cortiçadas ist ein Ort und eine ehemalige Gemeinde (Freguesia) im portugiesischen Kreis Montemor-o-Novo. Die Gemeinde hatte 819 Einwohner (Stand 30. Juni 2011).
Am 29. September 2013 wurden die Gemeinden Cortiçadas de Lavre und Lavre zur neuen Gemeinde União das Freguesias de Cortiçadas de Lavre e Lavre zusammengeschlossen. Cortiçadas de Lavre ist Sitz dieser neu gebildeten Gemeinde.